# Metroragija
Metroragija je naziv za poremećaj menstrualnog ciklusa kojeg karaterizira nepravilno i često krvarenje iz maternice, različite jačine, za razliku od normalne mjesečnice. O ovom stanju govorimo kada nema organskog uzroka krvarenju u spolnom sustavu ili u drugim organskima sustavima. 
Do stanja dolazi zbog poremećaja regulacije hormona koji upravljaju mjesečnicom.